# Аренс-де-Льєдо
Аренс-де-Льєдо (ісп. Arens de Lledó, кат. Arenys de Lledó) — муніципалітет в Іспанії, у складі автономної спільноти Арагон, у провінції Теруель. Населення — 213 осіб (2010).
Муніципалітет розташований на відстані близько 340 км на схід від Мадрида, 140 км на північний схід від міста Теруель.

## Демографія
Динаміка населення (INE ):